# 梁敏巧
梁敏巧（英語：Maggie Leung Man Hau，1995年5月24日—），香港女主持及演員，曾是《人民日报》海外版和《東方日報》記者，參加《2019年度香港小姐競選》而涉足演藝圈，並成為無綫電視經理人合約藝員，後來亦以瑜伽導師、鋼琴教師作副業。

## 簡歷
梁敏巧從小在沙頭角和粉嶺長大，曾就讀粉嶺神召會幼稚園、粉嶺公立學校及基督教香港信義會心誠中學。她6歲開始學習鋼琴，小學時已上台表演自創曲目；中學時是射箭隊成員，亦考獲倫敦聖三一學院的演奏級文憑（鋼琴）。2013年，她入讀香港樹仁大學新聞與傳播學系，2014年則參與報導過雨傘運動。2015年夏季，她曾於《人民日报》海外版實習，主要負責旅遊新聞的報道，大學畢業後加入成為《東方日報》港聞版記者。2019年5月，她在社交平台發文表示自己感到人生苦悶，希望能找到一些東西去衝擊一下，遂報名參加該年度的《香港小姐競選》，期間採訪過反對逃犯條例修訂草案運動，直至接獲大會入圍通知後便辭去記者工作。
梁敏巧在賽事結束後曾計劃到北京電影學院進修，但選擇與無綫電視簽約，於2019年10月起正式成為旗下經理人合約藝員，並於2020年3月加入主持兒童節目《Think Big天地》，同年因2019冠狀病毒病香港疫情肆虐而經常在家，故考取瑜伽導師牌照以多一技之長；
梁敏巧自2021年7月起擔任《東張西望》外景主持，曾在採訪期間當場質問涉事婦人「彭太」而被打傷嘴角，引起迴響。2025年，梁敏巧因參與無綫電視戀愛真人秀節目《女神配對計劃》人氣急升。

## 演出作品

### 電視劇
| 首播       | 劇名              | 角色         |
| 無綫電視   |                   |              |
| 2020年至今 | 愛·回家之開心速遞 | 少女譚何容儀 |
| 2021年     | 伙記辦大事        | 情侶         |
| 2021年     | 換命真相          | 主播         |
| 2022年     | 雙生陌生人        | 美女         |
| 2022年     | 回歸光影頌: 曙光  | 主播         |
| 2022年     | 美麗戰場          | 護士         |
| 2022年     | 輕·功             | 主播         |
| 2023年     | 新四十二章        | 報導員觀眾   |
| 2023年     | 法言人            | 年輕律師     |
| 2023年     | 靈戲逼人          | 唱片公司職員 |
| 2025年     | 奪命提示          | 記者客人     |
| 邵氏兄弟   |                   |              |
| 2022年     | 飛虎之壯志英雄    | 廁所女士     |

### 主持節目
| 首播          | 節目名        | 備註                                                                                               |
| 無綫電視      |               | |
| 2020 - 2021年 | Think Big天地 | 與馬俊傑、何依婷、伍樂怡、邱晴、陳楨怡、陳煦凝、徐文浩、曾展望、王虹茵、吳佩隆、黃紫恩和陳嘉慧主持 |
| 2021年至今    | 東張西望      | 7月18日起、外景主持，2024年1月24日起兼任廠主持                                                     |
| 2025年        | 女神配對計劃  | 與林盛斌、李芷晴、葉蒨文、關嘉敏及羅毓儀合作主持                                                   |

### 綜藝節目
| 首播     | 節目名                     | 備註       |
| 無綫電視 |                            |            |
| 2019年   | 香港小姐公爵特訓班         | 固定演出   |
| 2019年   | 香港小姐周遊好玩特訓班     | 固定演出   |
| 2019年   | 香港小姐全方位追蹤         | 固定演出   |
| 2019年   | #後生仔同港姐傾吓偈          | 固定演出   |
| 2019年   | 2019年度香港小姐競選       | 十強參賽者 |
| 2019年   | #後生仔睇完港姐傾吓偈        | 固定演出   |
| 2019年   | 香港唱好演唱會             | 固定演出   |
| 2019年   | 珍惜香港 發放娛樂 TVB 52年 | 固定演出   |
| 2021年   | 明星運動會                 | 固定演出   |
| 2022年   | 爭分奪秒同抗疫             | 固定演出   |

## 軼聞
梁敏巧的社交媒體（Instagram）帳號被一名位於印度的騙子盜用，除了抄襲社交媒體帳號及個人資料外，該騙子亦上載了一些有關名叫CSB的虛擬貨幣平台，一名印度人留言指她於社交媒體認識假冒梁敏巧的帳號後加入此平台，結果騙取了500至1000盧比（相等於142.30港元），亦有人因為此戶口分別自殺和通知國際刑警通緝她。

## 曾獲奬項及提名
| 年份   | 頒獎典禮             | 獎項           | 作品                  | 結果     |
| ------ | -------------------- | -------------- | --------------------- | -------- |
| 2023年 | 萬千星輝頒獎典禮2023 | 飛躍進步女藝員 | 《東張西望》          | 提名     |
| 2023年 | 萬千星輝頒獎典禮2023 | 最佳女主持     | 《東張西望》          | 提名     |
| 2024年 | 萬千星輝頒獎典禮2024 | 最佳女新人     | 不適用                | 最後五強 |
| 2024年 | 萬千星輝頒獎典禮2024 | 飛躍進步女藝員 | 《東張西望》 《呃錢》 | 提名     |
| 2024年 | 萬千星輝頒獎典禮2024 | 最佳女主持     | 《東張西望》 《呃錢》 | 提名     |

## 外部連結
- 梁敏巧的Facebook專頁
- YouTube上的梁敏巧頻道
- 梁敏巧的Instagram帳戶